# Norrfjärden, Nagu
Norrfjärden är en fjärd i Finland. Den ligger i Nagu i landskapet Egentliga Finland, i den sydvästra delen av landet, 170 km väster om huvudstaden Helsingfors.
Norrfjärden avgränsas av Styrsholmarna i öster, Langeskär i sydöst, Getskär, Labbskär och Långskär i söder, Vindulskär i sydväst, Södra Furuholmen i väster, Rockskär och Ejskär i nordväst samt Stålsfot i norr. Den ansluter till Vindulskärs djupet i sydväst.